# Reloj de deuda pública estadounidense

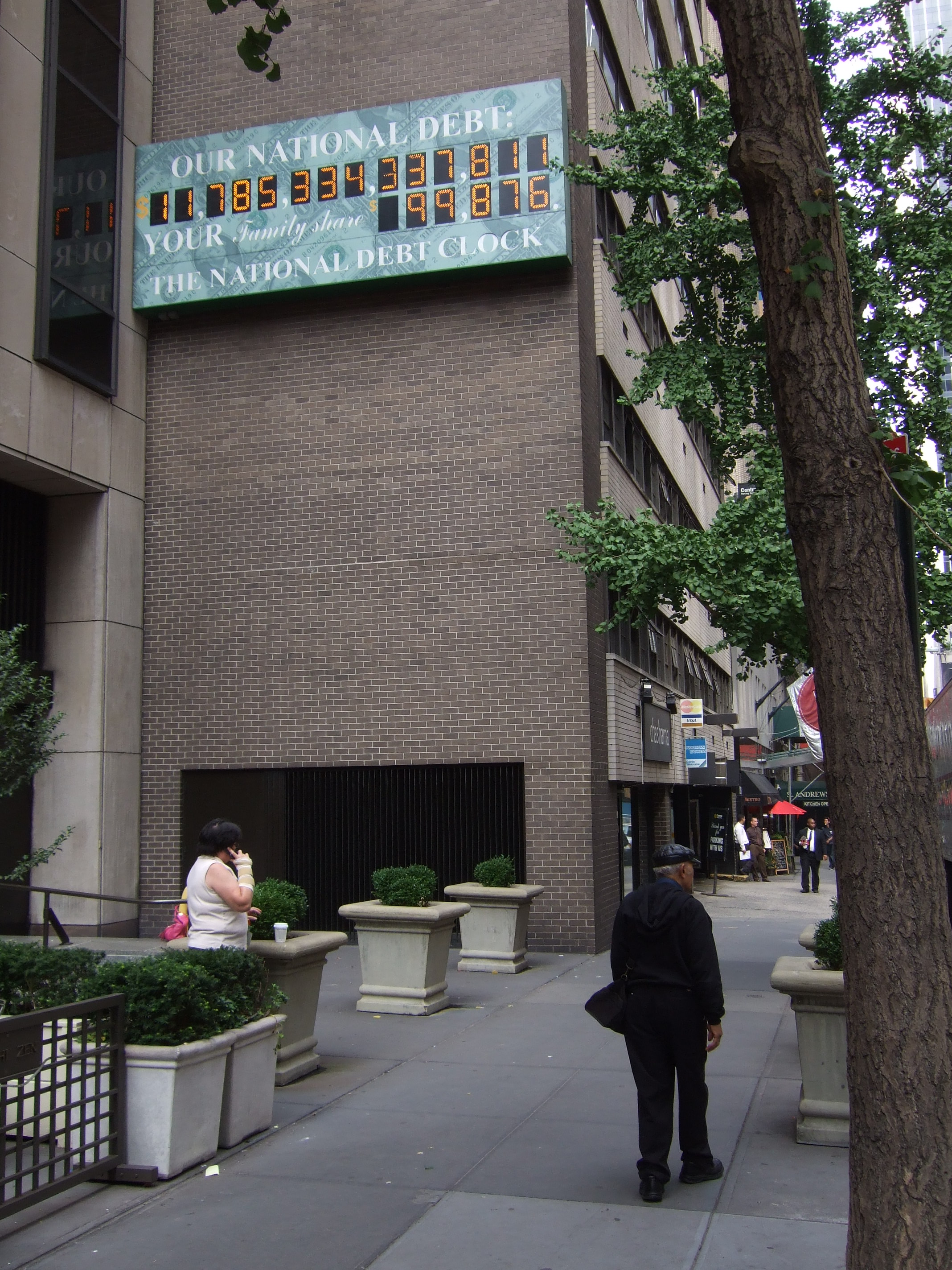
Foto del reloj de deuda pública estadounidense, tomada el 15 de septiembre de 2009. En ese momento, la deuda era mayor a 11,7 billones de dólares.

El Reloj de deuda pública estadounidense es un panel electrónico que constantemente se actualiza para mostrar la deuda pública estadounidense actual y la proporción que corresponde a cada familia estadounidense. Se encuentra instalado a la altura del bloque 110, en la acera oeste de la calle 44, cerca de la Sexta Avenida (Avenida de las Américas), en el barrio de Manhattan (ciudad de Nueva York).